# Christian Adolph Nystad
Christian Adolph Nystad, levde på 1500-talet. Dansktysk kompositör och sångboksutgivare, bland annat Ein schön Geistlich Sangböck. Han finns representerad i de svenska psalmböckerna med tonsättningen från 1542 till en psalm, O Jesus Krist, du nådens brunn (1695 nr 221, 1986 nr 546). Möjligen i samarbete med eller en bearbetning av Miles Coverdales originalkomposition.